# Погорилко, Александр Сергеевич
Александр Сергеевич Погорилко (укр. Олександр Сергійович Погорілко; род. 16 апреля 2000, Короп, Черниговская область) — украинский легкоатлет, специалист по бегу на короткие дистанции. Выступает за сборную Украины по лёгкой атлетике с 2019 года, победитель и призёр первенств национального значения, действующий рекордсмен страны в смешанной эстафете 4 × 400 метров, участник летних Олимпийских игр в Токио. Мастер спорта Украины международного класса.

## Биография
Александр Погорилко родился 16 апреля 2000 года в посёлке городского типа Короп Черниговской области.
Начал заниматься лёгкой атлетикой во во время учёбы в 11 классе школы, посещал местную секцию. Впоследствии проходил подготовку в Сумах, поступил в Сумской государственный университет. Тренеры — Олег Белодед и Светлана Корж.
Впервые заявил о себе в спринтерском беге в сезоне 2019 года, когда в эстафете 4 × 400 метров одержал победу на чемпионате Украины в помещении в Сумах и на чемпионате Украины по легкоатлетическим эстафетам в Ужгороде. Попав в состав украинской национальной сборной, выступил на юниорском европейском первенстве в Буросе, где в той же дисциплине стал шестым.
В 2020 году победил на зимнем чемпионате Украины в Сумах и на летнем чемпионате Украины в Луцке, выиграл две бронзовые медали на балканском чемпионате в Клуж-Напоке.
В 2021 году вновь был лучшим в зачёте украинских национальных чемпионатов, выступил на чемпионате Европы в помещении в Торуне и на молодёжном европейском первенстве в Таллине — во втором случае в беге на 400 метров сумел выйти в финал и в решающем забеге пришёл к финишу четвёртым. На соревнованиях International Relay Cup в турецком Эрзуруме вместе со своими соотечественниками установил ныне действующий национальный рекорд Украины в смешанной эстафете 4 × 400 метров — 3:14,06. Благодаря череде удачных выступлений удостоился права защищать честь страны на летних Олимпийских играх в Токио — в программе смешанной эстафеты 4 × 400 метров совместно с Никитой Барабановым, Екатериной Климюк и Алиной Логвиненко на предварительном квалификационном этапе показал результат 3:14,21, чего оказалось недостаточно для выхода в финал.